# Memphis pithyusa
Espèce
Prepona pithyusa est une espèce d'insectes lépidoptères (papillons) de la famille des Nymphalidae, de la sous-famille des Charaxinae et du genre Memphis.

## Dénomination
Memphis pithyusa a été décrit par Rudolf Felder en 1869 sous le nom initial d'Anaea acidalia.

### Noms vernaculaires
Memphis pithyusa se nomme Blue Leafwing en anglais, et Memphis pithyusa pithyusa Pale-spotted Leafwing.

### Sous-espèces
- Memphis pithyusa pithyusa; présent au Mexique et en Colombie
- Memphis pithyusa morena (Hall, 1935); présent  en Guyane[1],[2].

## Description
Memphis pithyusa est un papillon d'une envergure de 57 mm à 76 mm, aux ailes antérieures à bord externe concave et aux ailes postérieures munies d'une queue. Le dessus est bleu sombre à marron, avec une partie basale plus claire, bleue ou bleu-vert, et une ligne submarginale de points clairs.
Le revers est marron clair et simule une feuille morte.

## Biologie
La forme de saison sèche vole de mai à septembre, celle de la saison humide de novembre à mars.

### Plantes hôtes
Les plantes hôtes de sa chenille sont des Croton (Euphorbiaceae) dont Croton reflexifolius et Croton lucidus,.

## Écologie et distribution
Memphis pithyusa est présent dans le sud du Texas, au Mexique, au Costa Rica, en Colombie, en Bolivie et en Guyane,.

### Biotope
Memphis pithyusa réside dans les divers types de forêt.

### Protection
Pas de statut de protection particulier.